# مکرتیچ جیوانیان
مکرتیچ هُوْهانِسی جیوانیان (ارمنی: Մկրտիչ Հովհաննեսի Ճիվանյան؛ ۱۸۴۸ – ۱۴ فوریه ۱۹۰۶) یک نقاش ارمنی‌تبار اهل امپراتوری عثمانی بود.

## زندگی‌نامه
وی در ۱۸۴۸ در محله بشیکتاش، کنستانتینوپل به دنیا آمد. نوازنده ویولن دربار عبدالمجید یکم بود. برادر کوچکترش هاروتیون نیز نقاش بود. در دهه ۱۸۶۰ زیر نظر آبراهام ساکایان، دیگر نقاش ارمنی‌تبار اهل امپراتوری عثمانی آموزش دید. جیوانیان تحصیلات خویش را در آکادمی هنرهای زیبا در محله بی‌اوغلو (استانبول) تحت راهنمایی و آموزش نقاش فرانسوی پیر گیومه که بانی نیز آکادمی بود، ادامه داد. در سال ۱۸۷۴ وی نقاش سرشناس ارمنی-روس، ایوان آیوازوفسکی را ملاقات نمود. جیوانیان با شناختی که به زبان ایتالیایی داشت در ۱۸۷۶ به ایتالیا سفر نمود و تا سال ۱۸۷۹ در آنجا بسر برد. به محض بازگشت به کنستانتینوپل، در سال ۱۸۸۵ با یک زن ایتالیایی ازدواج نمود. در بهار ۱۸۹۴، هنگام کشتار ارمنیان در جریان کشتار حمیدیه، جیوانیان در اودسا پناه گرفت. پس از هفت سال زندگی در اودسا، جیوانیان به سنت پترزبورگ نقل مکان نمود و برای ده سال در آنجا کرد. وی سپس در تابستان ۱۹۰۵ به کنستانتینوپل بازگشت و ناگهان در ۱۴ فوریه ۱۹۰۶ در سن ۵۸ سالگی درگذشت. گمان بر این است که جیوانیان حدود ۱۰۰۰ اثر هنری در طول حیات خویش خلق نموده باشد.

## سبک و موضوع
مکرتیچ جیوانیان به خاطر نقاشی مناظر کنستانتینوپل به خصوص تنگه بسفر شناخته شده‌است.

## نگارخانه

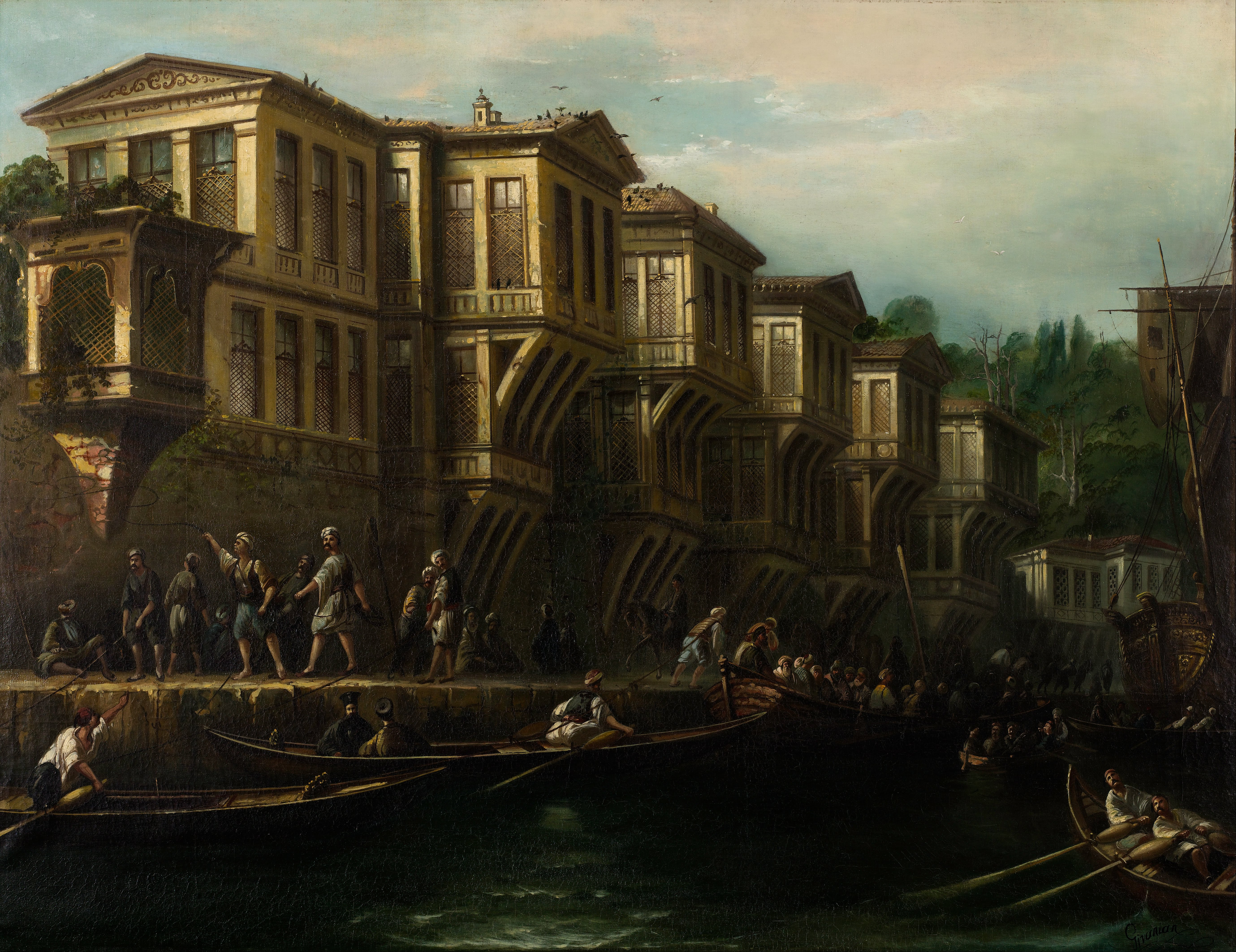
Said Paşa Waterfront Mansion
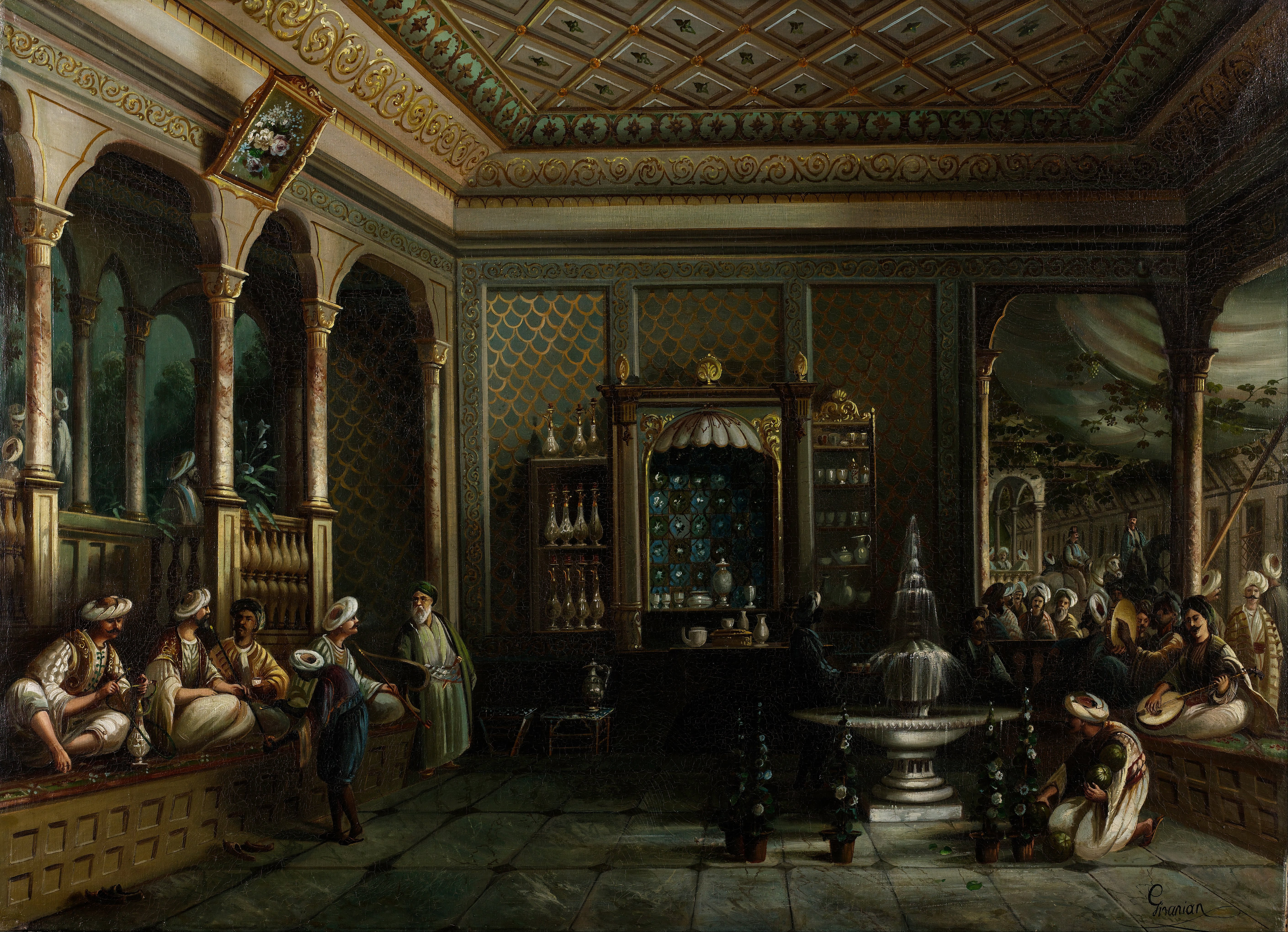
A Coffee House in Tophane
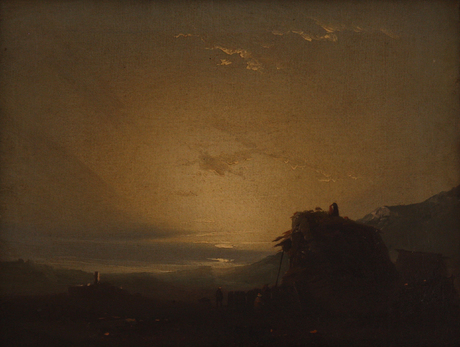
Sunset on the Sea
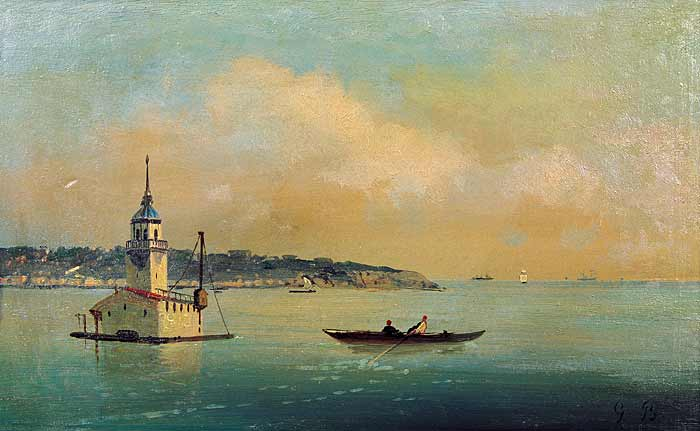
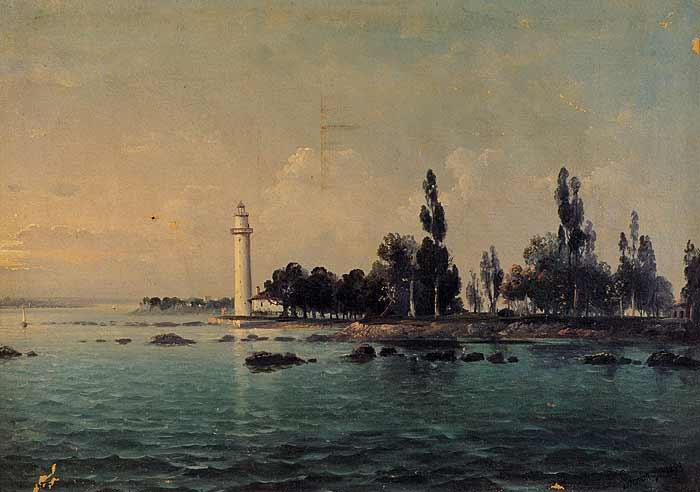
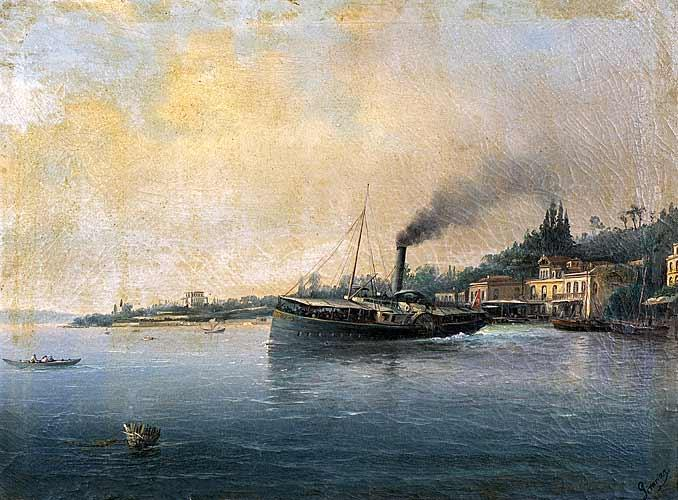
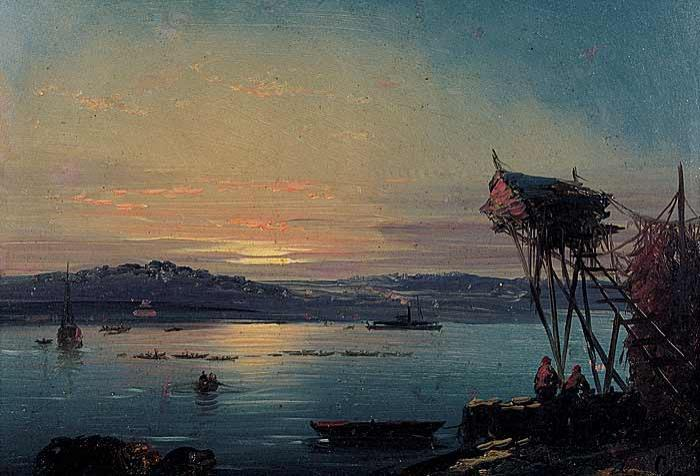

## توضیحات
1. ↑  Pierre Guillemet